# NGC 6848
NGC 6848 (również PGC 64023) – galaktyka spiralna (Sa), znajdująca się w gwiazdozbiorze Lunety. Odkrył ją 9 lipca 1834 roku John Herschel.